# Erin O'Brien-Moore
Pour les articles homonymes, voir O'Brien et Erin O'Brien (homonymie).
Erin O'Brien-Moore (parfois créditée Erin O'Brien Moore) est une actrice américaine, née le 2 mai 1902 à Los Angeles (Californie), ville où elle est morte le 3 mai 1979.

## Biographie
Erin O'Brien-Moore débute comme actrice au théâtre et joue notamment à Broadway (New York) dans dix pièces, la première étant L'Affaire Makropoulos de Karel Čapek en 1926, avec Harry Davenport.
Après sept autres pièces jusqu'en 1933 (dont Street Scene (en) d'Elmer Rice, avec Astrid Allwyn, représentée 601 fois de janvier 1929 à juin 1930), elle ne revient sur les planches new-yorkaises que pour deux dernières pièces, respectivement en 1938 et 1943. Entretemps, elle est gravement brûlée dans l'incendie d'un restaurant en 1939 et subit de multiples interventions chirurgicales, la contraignant à suspendre sa carrière.
Au cinéma, elle contribue dans un premier temps à quatorze films américains sortis de 1934 à 1937, les trois derniers étant La Légion noire d'Archie Mayo et Michael Curtiz (avec Humphrey Bogart, Dick Foran et Ann Sheridan), La Lumière verte de Frank Borzage (avec Errol Flynn et Anita Louise) et La Vie d'Émile Zola (avec Paul Muni dans le rôle-titre), sortis en 1937. Mentionnons également Révolte à Dublin de John Ford (1936, avec Barbara Stanwyck et Preston Foster).
En raison de ses activités au théâtre et de l'accident pré-cité, Erin O'Brien-Moore ne revient au cinéma que pour sept autres films américains, le premier étant Destination... Lune ! d'Irving Pichel (avec John Archer et Warner Anderson), sorti en 1950. Elle tourne ses cinq suivants au cours des années 1950, dont Ce n'est qu'un au revoir (1955, avec Tyrone Power et Maureen O'Hara), où elle retrouve John Ford. Son ultime film (un petit rôle non crédité) sort en 1967.
Pour la télévision, elle collabore à vingt-cinq séries, entre 1948 et 1970. Citons deux rôles récurrents, celui de Margaret Ruggles dans la sitcom The Ruggles (1949-1952, avec Charles Ruggles), puis celui de l'infirmière Esther Choate, dans le feuilleton Peyton Place (82 épisodes, 1965-1969, avec Ed Nelson et Dorothy Malone) ; notons ici que son avant-dernier film est Peyton Place de Mark Robson (adapté comme le feuilleton du roman éponyme et titré en français Les Plaisirs de l'enfer), avec Lana Turner, sorti en 1957.

## Théâtre (sélection)

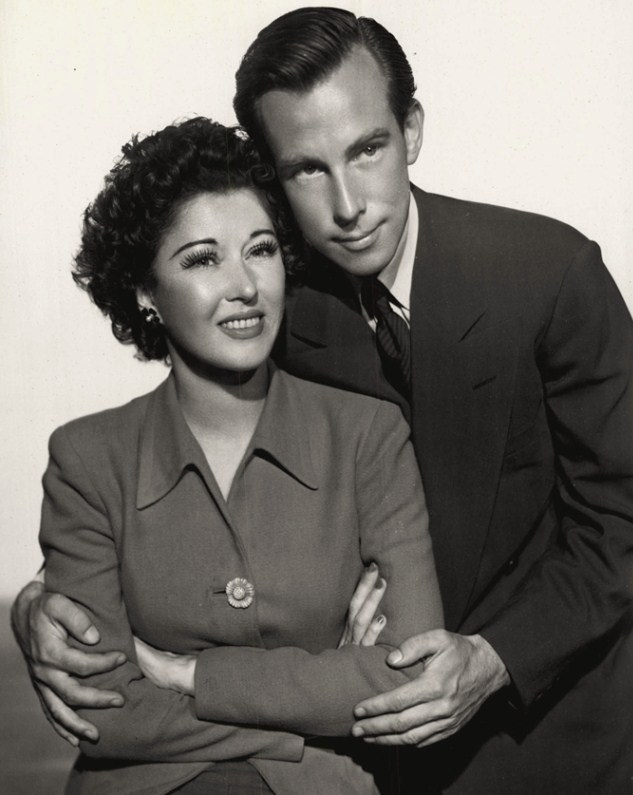
Avec Whit Bissell, dans The Hasty Heart (1946, photo promotionnelle)

(pièces jouées à Broadway, sauf mention contraire)
- 1926 : L'Affaire Makropoulos (Věc Makropulos - Makropoulos Secret) de Karel Čapek, adaptation de Randall C. Burrett, avec Harry Davenport
- 1926 : My Country de William J. Perlman
- 1927 : Lally d'Henry Stillman, avec Claude Rains
- 1928 : HIM d'E.E. Cummings
- 1929-1930 : Street Scene de (et mise en scène par) Elmer Rice, avec Astrid Allwyn, Beulah Bondi, John Qualen
- 1932 : Riddle Me This de Daniel N. Rubin, de (et mise en scène par) Frank Craven, avec Thomas Mitchell, Charles Richman, Frank Craven
- 1932 : Men Must Fight de Reginald Lawrence et S. K. Lauren, avec Edgar Barrier, Gilbert Emery, Alma Kruger, Douglass Montgomery, Kent Smith
- 1933 : Yoshe Kalb de Maurice Schwartz et Fritz Blocki, d'après le roman d'I.J. Singer, mise en scène de Maurice Schwartz, avec Jack Arnold, Fritz Leiber
- 1938 : Tortilla Flat, adaptation (et mise en scène) de Jack Kirkland, d'après le roman éponyme de John Steinbeck, avec Robert Keith
- 1943 : Apology de Charles Schnee, mise en scène de Lee Strasberg, avec Elissa Landi
- 1946 : The Hasty Heart de John Patrick, avec Whit Bissel (tournée aux États-Unis) (adaptée au cinéma en 1949)
- 1948 : State of the Union de Russel Crouse et Howard Lindsay, avec Neil Hamilton (tournée aux États-Unis, en remplacement de Kay Francis)

## Filmographie

### Au cinéma (intégrale)

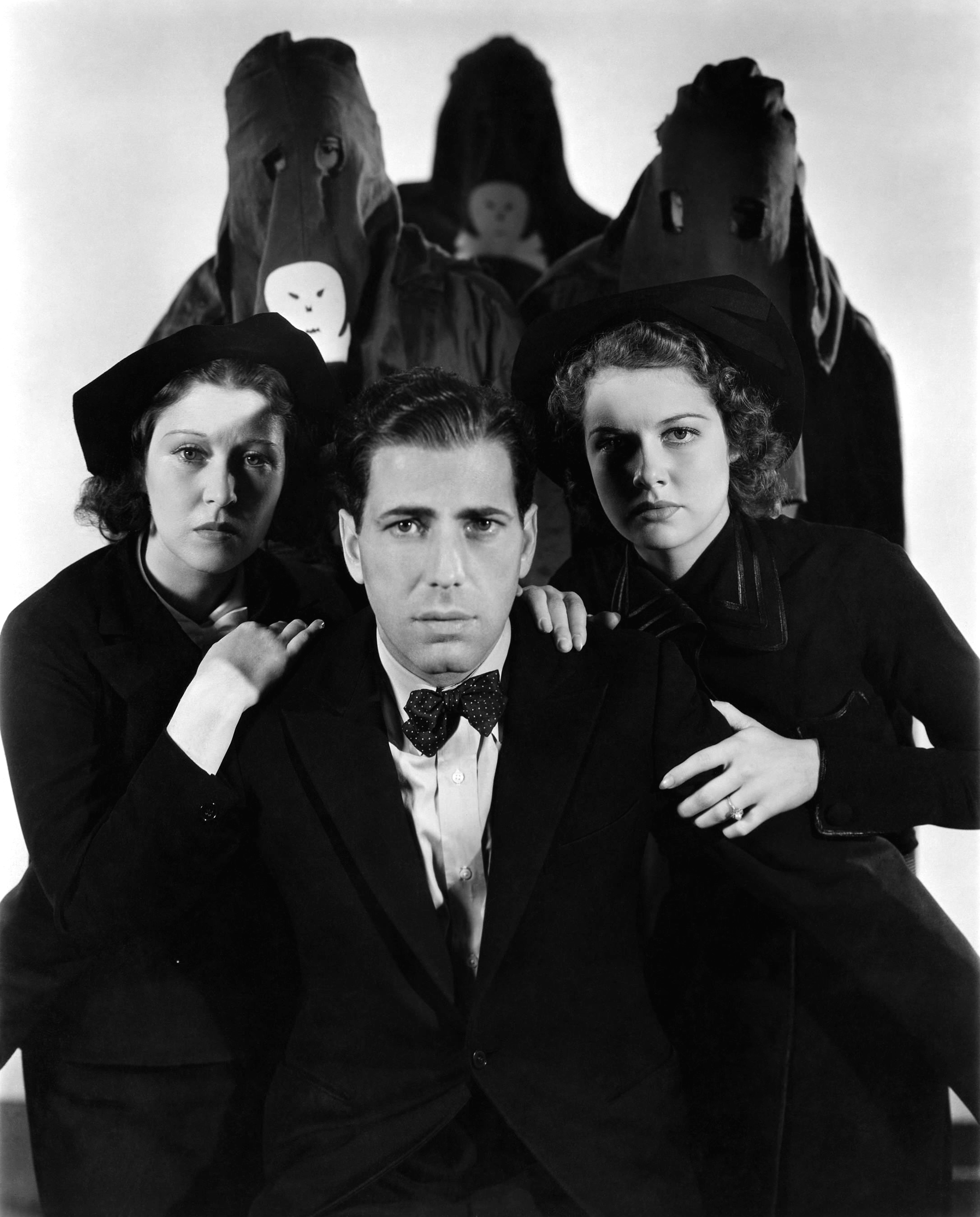
Avec Humphrey Bogart et Ann Sheridan
(à d.), dans La Légion noire (1937, photo promotionnelle)

- 1934 : His Greatest Gamble de John S. Robertson
- 1934 : Dangerous Corner de Phil Rosen
- 1934 : Little Men de Phil Rosen
- 1935 : Streamline Express de Leonard Fields
- 1935 : Our Little Girl de John S. Robertson
- 1935 : Seven Keys to Baldpate de William Hamilton et Edward Killy
- 1936 : Le Mystère de Mason Park (Two in the Dark) de Benjamin Stoloff
- 1936 : Révolte à Dublin (The Plough and the Stars) de John Ford
- 1936 : The Leavenworth Case de Lewis D. Collins
- 1936 : Ring Around the Moon de Charles Lamont
- 1936 : Mon ex-femme détective (The Ex-Mrs. Bradford) de Stephen Roberts
- 1937 : La Légion noire (Black Legion) d'Archie Mayo et Michael Curtiz
- 1937 : La Lumière verte (Green Light) de Frank Borzage
- 1937 : La Vie d'Émile Zola (The Life of Emile Zola) de William Dieterle
- 1950 : Destination... Lune ! (Destination Moon) d'Irving Pichel
- 1951 : The Family Secret d'Henry Levin
- 1953 : La Mer des bateaux perdus (Sea of Lost Ships) de Joseph Kane
- 1954 : Le Fantôme de la rue Morgue (Phantom of the Rue Morgue) de Roy Del Ruth
- 1955 : Ce n'est qu'un au revoir (The Long Gray Line) de John Ford
- 1957 : Les Plaisirs de l'enfer (Peyton Place) de Mark Robson
- 1967 : How to Succeed in Business Without Really Trying de David Swift

### À la télévision (sélection)
(séries)
- 1949-1952 : The Ruggles, sitcom : Margaret Ruggles
- 1956 : Mon amie Flicka (My Friend Flicka)
  - Saison unique, épisode 35 L'Écuyère (The Recluse) de John English
- 1961 : Alfred Hitchcock présente (Alfred Hitchcock Presents)
  - Saison 6, épisode 31 The Gloating Place
- 1962 : Le Monde merveilleux de Disney (The Wonderful World of Disney ou Disneyland)
  - Saison 9, épisodes 10 et 11 The Mooncussers de James Neilson, 1re partie Graveyard of Ships et 2e partie Wake of Disaster
- 1963 : Denis la petite peste (Dennis the Menace)
  - Saison 4, épisode 30 Never Say Dye de Charles Barton
- 1963 : Perry Mason, première série
  - Saison 7, épisode 4 The Case of the Deadly Verdict de Jesse Hibbs
- 1966 : Au cœur du temps (The Time Tunnel)
  - Saison unique, épisode 16 La Revanche de Robin des Bois (Robin Hood ou The Revenge of Robin Hood) de William Hale
- 1965-1969 : Peyton Place, feuilleton, 82 épisodes : infirmière Esther Choate